# André Retrain
 (novembre 2021).
La mise en forme du texte ne suit pas les recommandations de Wikipédia : il faut le « wikifier ».
Les points d'amélioration suivants sont les cas les plus fréquents :
- Les titres sont pré-formatés par le logiciel. Ils ne sont ni en capitales, ni en gras.
- Le texte ne doit pas être écrit en capitales (les noms de famille non plus), ni en gras, ni en italique, ni en « petit »…
- Le gras n'est utilisé que pour surligner le titre de l'article dans l'introduction, une seule fois.
- L'italique est rarement utilisé : mots en langue étrangère, titres d'œuvres, noms de bateaux, etc.
- Les citations ne sont pas en italique mais en corps de texte normal. Elles sont entourées par des guillemets français : « et ».
- Les listes à puces sont à éviter, des paragraphes rédigés étant largement préférés. Les tableaux sont à réserver à la présentation de données structurées (résultats, etc.).
- Les appels de note de bas de page (petits chiffres en exposant, introduits par l'outil «  Source ») sont à placer entre la fin de phrase et le point final[comme ça].
- Les liens internes (vers d'autres articles de Wikipédia) sont à choisir avec parcimonie. Créez des liens vers des articles approfondissant le sujet. Les termes génériques sans rapport avec le sujet sont à éviter, ainsi que les répétitions de liens vers un même terme.
- Les liens externes sont à placer uniquement dans une section « Liens externes », à la fin de l'article. Ces liens sont à choisir avec parcimonie suivant les règles définies. Si un lien sert de source à l'article, son insertion dans le texte est à faire par les notes de bas de page.
- La présentation des références doit suivre les conventions bibliographiques. Il est recommandé d'utiliser les modèles {{Ouvrage}}, {{Chapitre}}, {{Article}}, {{Lien web}} et/ou {{Bibliographie}}. Le mode d'édition visuel peut mettre en forme automatiquement les références.
- Insérer une infobox (cadre d'informations à droite) n'est pas obligatoire pour parachever la mise en page.

Pour une aide détaillée, merci de consulter Aide:Wikification.
Si vous pensez que ces points ont été résolus, vous pouvez retirer ce bandeau et améliorer la mise en forme d'un autre article.
André Retrain, né le 1er septembre 1934 à Paris, est un coureur cycliste français, professionnel de 1959 à 1966.

## Biographie
Né à Paris, André Retrain passe sa jeune scolarité à l'école Notre-Dame de Liesse, à Saint-Renan. Il retourne ensuite dans la région parisienne à l'École Nationale des Professions de l'Automobile GARAC, où il devient apprenti en mécanique automobile.
Il court chez les amateurs à L'US Domont de 1952 à 1954  la Pédale Charentonaise de 1954 à 1958. Durant cette période, il remporte notamment la classique parisienne Paris-Évreux. Dans le même temps, il effectue son service militaire en Algérie et au Maroc.
Il est coureur professionnel de 1959 à 1966 dans les équipes Peugeot-BP-Dunlop et Pelforth-Sauvage-Lejeune,. Sur piste, il termine à trois reprises sur le podium du championnat de France de demi-fond dans les années 1960. Il se classe également troisième des Six Jours de Québec en 1964, avec Roger Gaignard.
Après sa carrière cycliste, il crée sa propre entreprise d'ambulances à Gennevilliers qu'il dirige jusqu'à sa retraite en 1994. Marié et père de deux enfants, il vit à Suresnes.

## Palmarès sur piste
- 1958
  - 3e de Paris-Dreux
- 1959
  - 3 éme Dernière Américaine de 3 heures au Vel D'Hiv avec Claude Fuggi 1 er Shulte Post
  - 3 éme  du championnat de France de demi-fond .
  - 1 er Américaine de 100 klms à Copenhague  avec Bent Ole Retvig
- 1960
  - 3 eme des Six Jours de Buenos Aires
  - 10 eme Championnat du monde Stayer,
  - 3e du championnat de France de demi-fond
- 1961
  - 3 eme Championnat de France de demi Fond
  - 1 er Criterium de Montpont sur l'isle
  - 1 er Grand Prix Vespa à Milan .
  - *3 eme des 6 jours de Montréal.
  - 2 eme ronde de St Vallier
  - 2 eme grand prix de l'Artense .
- 1962
  - 3e du championnat de France de demi-fond
  - 3 eme des Six jours de Québec
  - 2eme Grand Prix de l'Artense ,
  - 1 er Grand Prix de Zurich derriere Moto
  - 2 eme ronde de St Valiier
  - 1 er addition de point 50 klms à Milan
  - 3 eme des 8 heures de Copenhague
  - 6 eme Championnat d'Europe d'Américaine ,
- 1963
  - 3e du championnat de France de demi-fond
  - 120 klm derrière Derny à L’américaine en 1 h 58
  - 2 eme Grand Prix de l'Artense
  - 1 er Grand Prix de Francfort derrière moto .
- 1964
  - 3e des Six Jours de Québec (avec Roger Gaignard)
  - 1 er critérium de Montpont-sur-l'Isle
  - 2 eme critérium de l'Artense
  - 5 eme Championnat d’Europe derrière Derny .
  - 2 eme critérium la ronde de Pignans
  - 1 er Revanche championnat du monde au Parc des Princes
  - 8 eme Championnat d'Europe à l'Américaine Brême
- 1965
  - 2 eme du grand Prix de L'Artense .
  - 4 eme Championnat de France derrière Moto
  - 3 eme Six jours de Québec
  - 3 eme criterium de Toulon .e
  - 5 eme Championnat d'Europe derrière  Derny
  - 2 eme grand Prix de l'Artense
- 1966

. 1 er Omnium vélodrome de Bordeaux 
. 1 er Américaine à Gondrun avec  Roger Gaignard

## Palmarès sur route Amateur
- 1952

Débutant à L'US Domont 
- 2 eme du premier pas Dunlop
- 1 er à Ézanville
- 2 eme à Villiers-le-Bel

- 1953
- 1 er Grand Prix de Saint-Gratien
- 1 er à Montataire
- 1er  à Précy-sur-Oise

- 1954
- 3 eme grand Prix de Cherbourg Toutes catégories.
- Vainqueurs de 8 courses en 3 et 4 passe en 2 eme catégories
- 1 er à Montesson

- 1955
- 1 er à Chateaudin
- 1 er américaine avec Dubois
- 2 eme du grand Prix de St-Denis-de-L'Hôtel

au Veld'hiv  Vainqueur de 3 consolation de la médaille 
- 1 er de 4 omnium par Equipe
- 1er addition de points 50 Klm
- 1 er Américaine 50 Klm avec Cazal

- 1957
- 1 er Tour du Val de Loir à Orléans
- 1 er Grand Prix Pikina à Orléans
- 1 er Américaine 50 klms au Vel D' Hiv
- 1 er Prix Martini Grande Addition de point  50 klm  au Vel D'Hiv
- 1 er Grand prix de Monts Pré Chambord
- 2 èm à Sully-sur-loire
- 1 er Grand Prix de Vendôme
- 1 er Chateaumeillant
- 1 er dernière Étape Graz Vienne Tour D'autriche
- 1er Grand Prix d'Alfortville
- 1 er Grand Prix de Montluçon
- 1 er Américaine de 100klms (Cipale)
- 1 er Américaine Vel D'Hiv 50 klms

Vainqueur de Huit Consolations de la Médaille
- 1958
- 1 er Grand Prix de Saint-Tropez
- 2 èm Grand Prix de la Charité-sur-Loire 
  - 1 er Paris-Évreux
  - 3e du Critérium de La Machine
  - 1 er Grand prix d'Alfortville.
  - 1 er Grand Prix de Neuilly
  - 1 er Grand Prix d’Asnières
  - 1 er Grand Prix de Puteaux
  - 2 èm Le Chatel
  - 3 èm Paris-Pacy
  - 3 eme Paris-Dreux
  - 1 er Grand Prix de StTropez
  - 1 er à Bousy-La-Forêt
  - 1 er La Roue D'or à Daumesnil .
  - 1 er Du Grand Prix d’Angoulême
  - Vainqueur de 20 courses Omnium Addition de point Américaines
  - 1 er du critérium de Rennes
  - 3 eme de Paris-Briare